# Chiesa di San Pietro di Sorres
L'ex cattedrale di San Pietro di Sorres è una chiesa romanica, monumento nazionale dal 1894, che si trova su un colle di origine vulcanica in territorio del comune di Borutta, piccolo centro del Meilogu, in provincia di Sassari in Sardegna.
Edificata tra il XII e il XIII secolo, fu cattedrale della non più esistente diocesi di Sorres fino al 1503. Dal 1950 la chiesa e l'attiguo monastero ospitano una comunità di monaci benedettini sublacensi-cassinesi.

## Storia

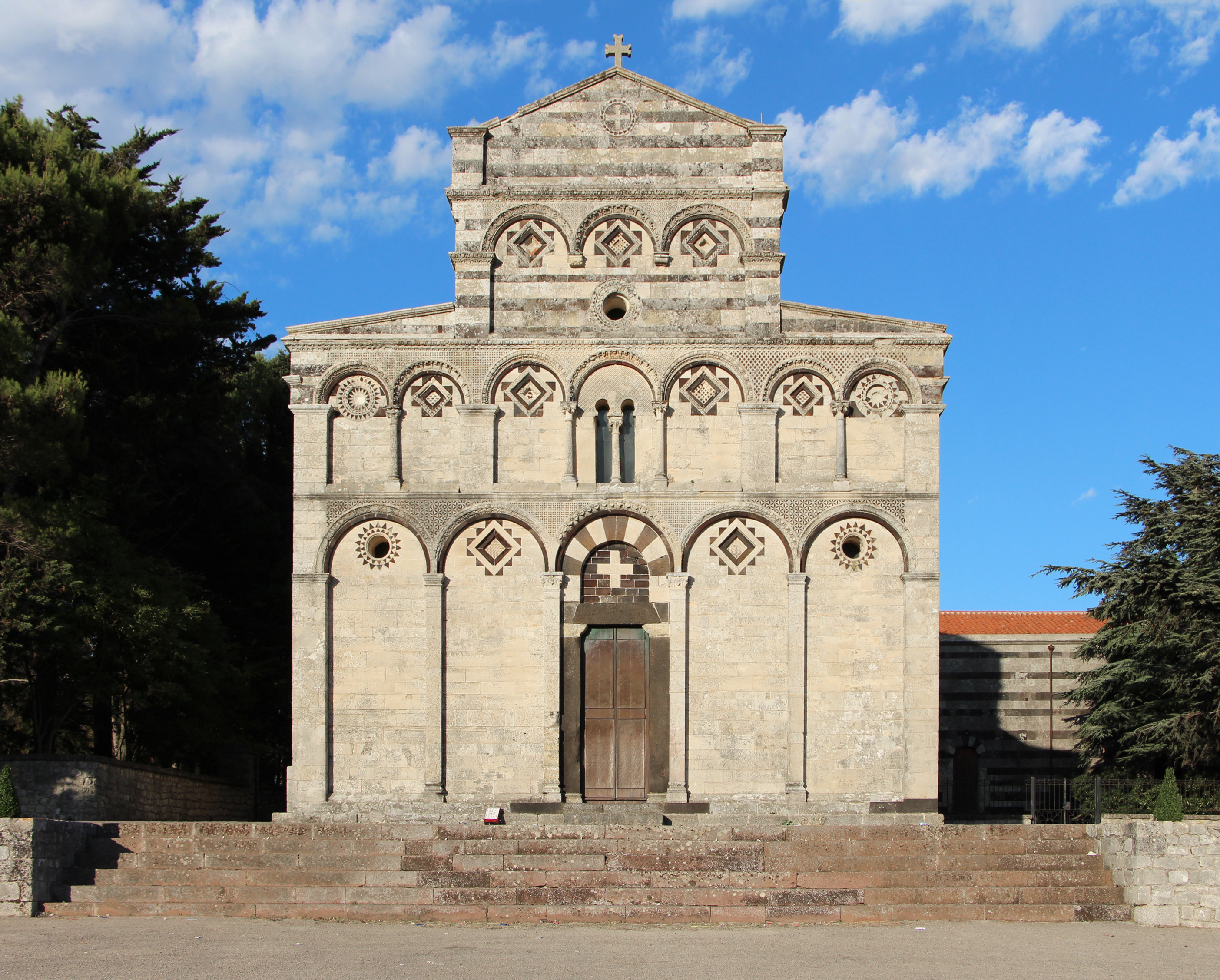
Facciata

### Origini e declino
Il sito dove sorge San Pietro di Sorres risulta abitato sin dal neolitico, stando ai ritrovamenti archeologici, che attestano il passaggio anche dei punici e dei romani.
Nel periodo di edificazione della chiesa il territorio apparteneva al giudicato di Torres guidato da Barisone II figlio di Gonario II.
Dai pochi documenti si conosce che nel XII secolo sul colle si trovava il centro abitato di Sorres, elevato a sede vescovile, in cui tra il 1171-1178, sotto il vescovato di Goffredo di Meleduno, iniziarono i lavori di costruzione della chiesa cattedrale dedicata a san Pietro, portati a termine entro la prima metà del XIII secolo.
Dal XIV secolo iniziò il declino di Sorres, in seguito al travagliato periodo in cui la Sardegna passò sotto il dominio aragonese. Sorres venne rasa al suolo (distruzione dalla quale venne risparmiata solo la cattedrale e la vicina canonica) e i suoi abitanti dovettero fuggire nei centri vicini, tra cui Borutta, che divenne residenza del vescovo.
La diocesi di Sorres venne soppressa nel 1503 e incorporata alla sede arcivescovile di Sassari. Il capitolo della cattedrale di Sorres continuò ad officiare la chiesa fino alla morte dei suoi membri. 
In seguito la cattedrale e l'adiacente canonica vennero abbandonate a un lento degrado che determinò la perdita di varie opere d'arte e documenti in esse custoditi. Alcuni restauri vennero condotti alla fine del XIX secolo.

### Restauro e recupero

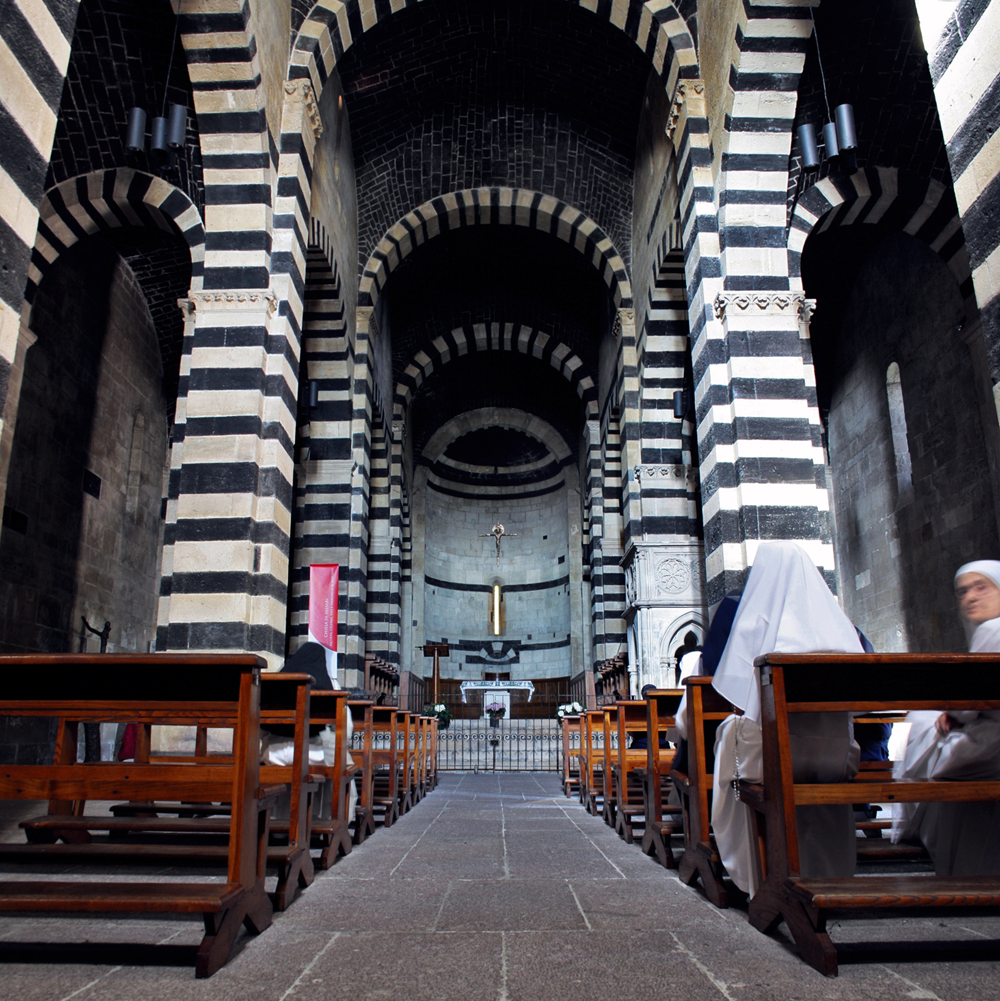
Navata centrale

L'abbandono di San Pietro di Sorres durò fino al 1947, anno in cui padre Agostino Lanzani, monaco e ingegnere, la scelse per la fondazione di un monastero benedettino in Sardegna. Dal 1950 cominciarono i lavori di restauro degli antichi ambienti, con il contributo economico della nobildonna Ninetta Bartoli, sindaca di Borutta. Si costituì così il complesso formato dalla ex cattedrale (poi chiesa abbaziale), tornata agli antichi splendori, affiancata dal grande monastero in stile neoromanico che ingloba i pochi locali superstiti che sorgevano attorno alla chiesa; entra ufficialmente in attività nel 1955 con l'arrivo di una comunità di monaci provenienti dall'abbazia di san Giovanni Evangelista a Parma.
Dal 1970 il monastero ospita un importante laboratorio di restauro del libro, punto di riferimento per la Sardegna.
Nel 1974 il monastero di San Pietro di Sorres è stato elevato al rango di Abbazia.

## Descrizione

### Esterno

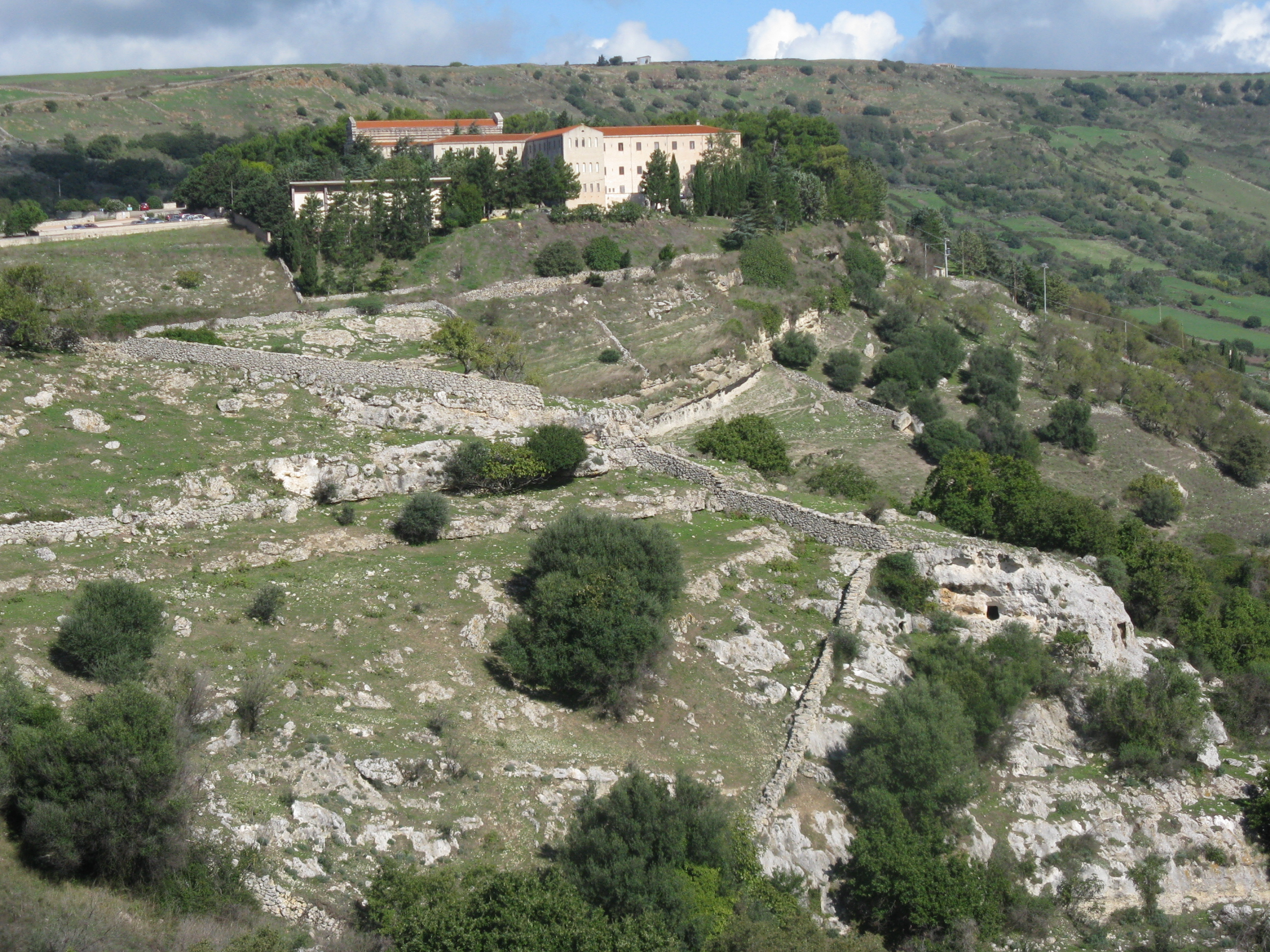
Visuale sul monastero di Sorres

La chiesa e il monastero di Sorres sorgono su un altopiano in cima a una collina, a circa 540 metri sul livello del mare, preceduti da un vasto piazzale. L'aspetto esterno della cattedrale è caratterizzato dalla bicromia data dall'alternanza di utilizzo di pietra bianco dorata, arenaria, e pietra scura, basalto.
La facciata, molto elaborata, rivela dalla sua conformazione la suddivisione dell'interno in tre navate. È rivolta verso ovest e divisa orizzontalmente in quattro livelli, di cui il primo, dove si apre il portale, il secondo e il terzo sono caratterizzati da arcate e finte logge, decorate con i classici rombi, presenti in diverse altre chiese di matrice romanico toscana.
Sul gradino nella soglia del portale è scolpita la scritta Mariane maistro, indicante probabilmente il maestro che diresse i lavori. I fianchi e l'abside sono decorati da archetti pensili.

### Interno

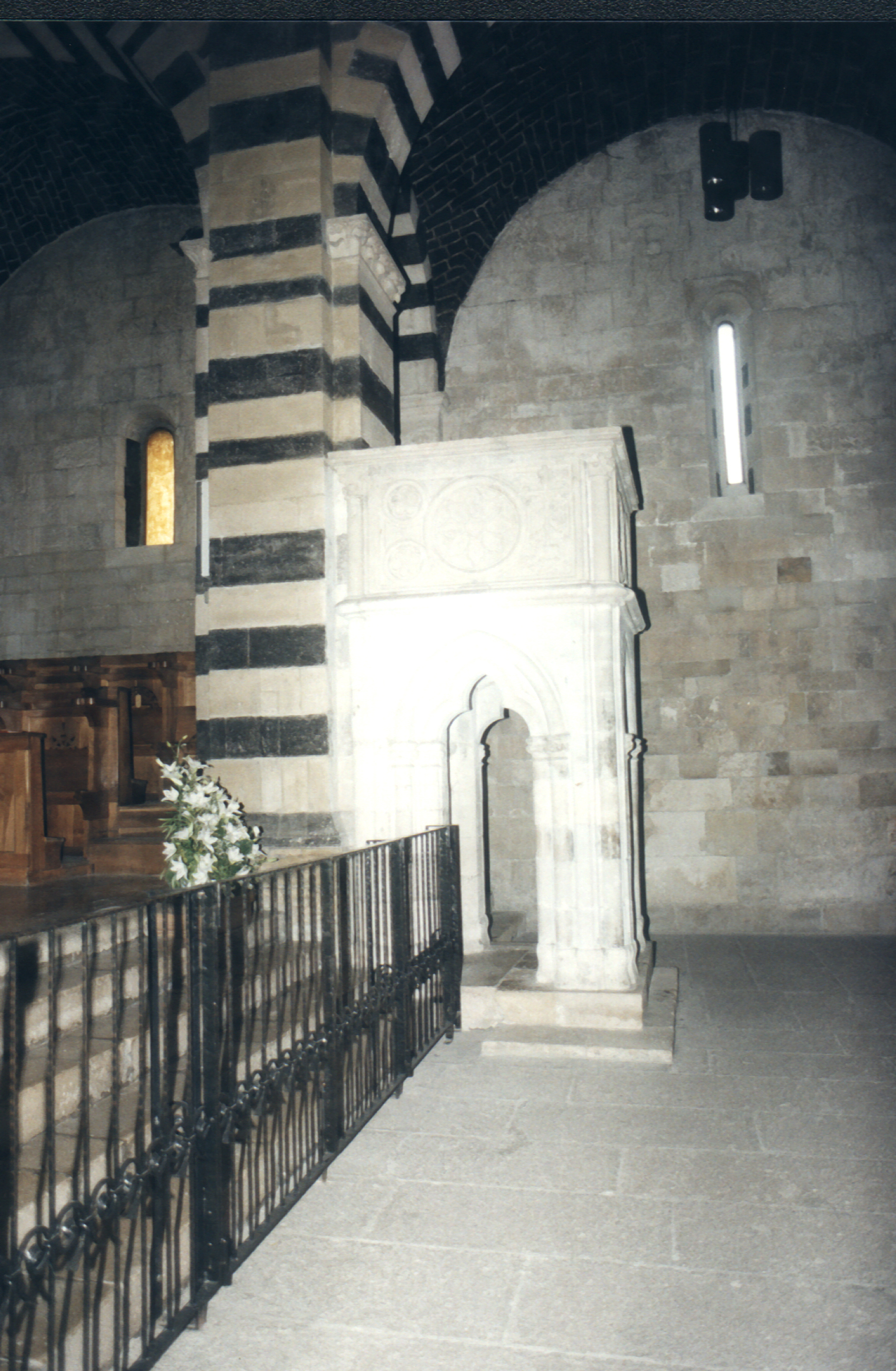
Pulpito marmoreo

L'interno del tempio è diviso in tre navate da otto pilastri cruciformi, caratterizzati da fasce alternate di pietra bianca e nera, su cui si innestano ampie arcate a tutto sesto.
Le navate, coperte da volte a crociera, ricevono luce da diverse monofore aperte sui lati e dalla bifora e l'oculo in facciata. La navata laterale sinistra ospita una statua della Madonna col Bambino, risalente al XV secolo, venerata col titolo di Nostra Signora di Sorres. All'altezza del terzo pilastro a destra si trova il pulpito marmoreo in stile gotico, di datazione incerta, probabilmente risalente al XIV secolo.
Il presbiterio è sopraelevato di alcuni gradini rispetto all'aula e vi si trovano l'altare maggiore e il coro ligneo dei monaci, opera del 1967. L'abside semicircolare ospita la nicchia che costituiva la cattedra vescovile.
Nell'aula capitolare si possono ammirare le 15 litografie della Via Crucis, opera di Aligi Sassu.

## Museo della Cattedrale di San Pietro di Sorres
Inaugurato nella primavera del 2011 il museo della Cattedrale di Sorres è ubicato nei locali della ex foresteria del monastero benedettino. Articolato su due piani è diviso in numerose sezioni che illustrano la storia del sito di Sorres dalle fasi della prima evangelizzazione ad oggi. Una sezione di approfondimento è dedicata alla Diocesi di Sorres. All'interno sono visibili opere d'arte di carattere religioso di varie epoche, una raccolta numismatica di notevole interesse e numerosi manufatti architettonici provenienti dall'antico episcopio e dai restauri della chiesa cattedrale avvenuti alla fine del XIX sec. Una sezione archeologica riferita all'epoca preistorica (Grotta Ulari), protostorica (Nuraghe San Pietro) e romana è in fase di allestimento.

## Cronotassi parziale degli abati
- Padre Antonio Marco Musi (2007-2019, deceduto).
- Padre Luigi Emmanuele Tiana (2019-presente).

## Bibliografia

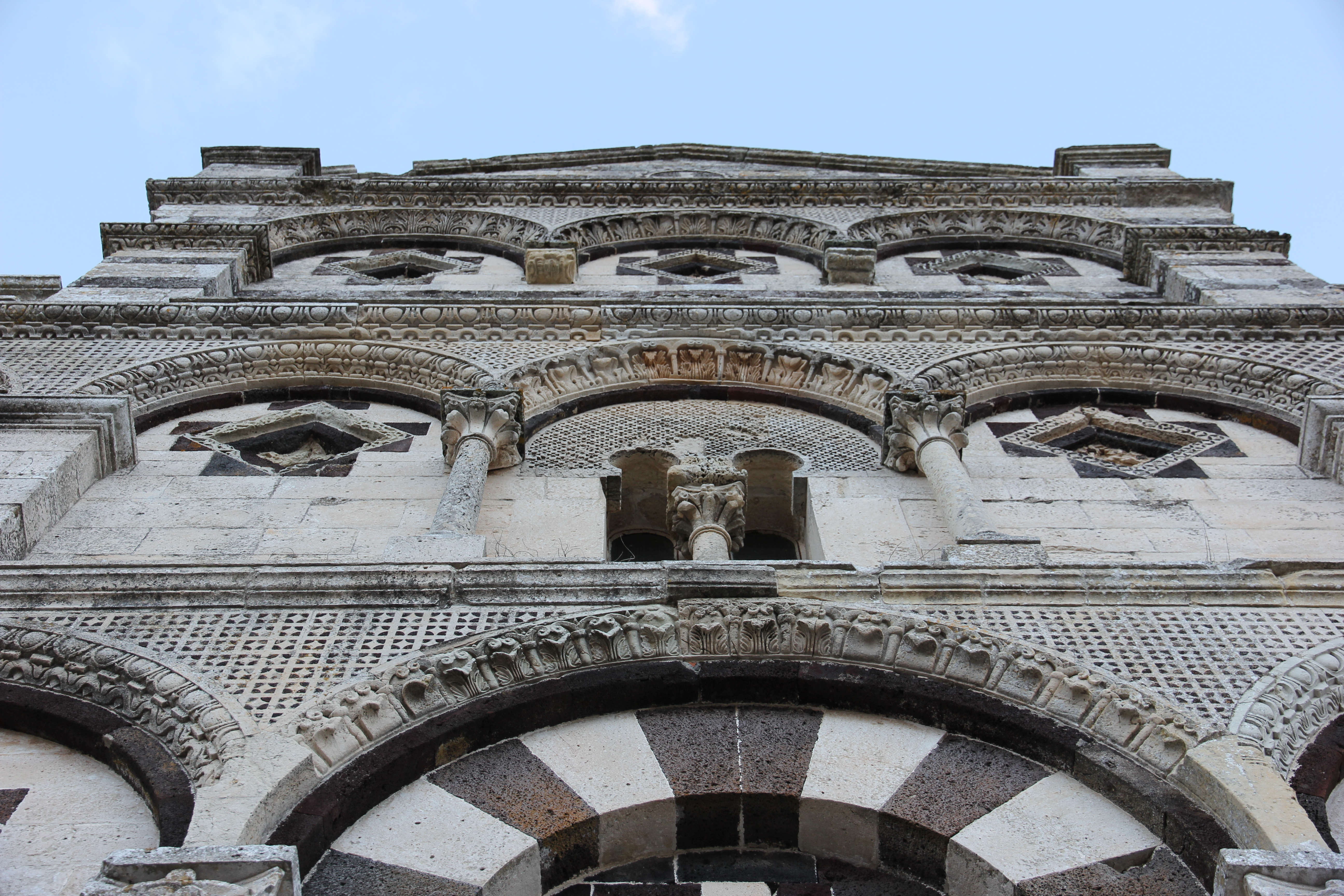